# SEPSA
SEPSA, S.E.P.S.A は、ナポリ県で鉄道路線のクマーナ線とチルクムフレグレア線、および郊外バスを提供する会社である。SEPSAとは「Società per l’Esercizio di Pubblici Servizi Anonima」の略で公共サービスの経営する株式会社の意味を持つ。
1883年にクマーナ線の経営会社として「Società per le Ferrovie Napoletane」としてローマに設立された。1938年に現在の名前に改称。
全ての列車はモンテサント駅を出発し、トッレガヴェータ（バーコリにある街）に到着する。
つまり、2路線とも始発駅と終着駅が同じで通過駅が違う。両路線のともナポリ市内にある区間は、ナポリ地下鉄のLinea 5とLinea 7として利用される。ソッカーヴォ駅とゾオ＝エデンランディア駅間の新線を建設予定である。
SEPSAのバスはナポリの特に重要な道路にのみあり、モナルディ病院かテッキオ広場を出発してトッレガヴェータに集まる。またバスはイスキア島でも運行されている。